# التكنة (الدروة)
التكنة هي إحدى مشيخات المملكة المغربية، تتبع جغرافيا لإقليم برشيد وإداريًا لالدروة. يقدر عدد سكانها بـ 6759 نسمة حسب الإحصاء الرسمي للسكان والسكنى لسنة 2004.